# Stamboom Carolina van Nassau-Weilburg
|             | Stamboom Carolina Louise Frederica van Nassau-Weilburg (1770-1828)                                   | Stamboom Carolina Louise Frederica van Nassau-Weilburg (1770-1828)                             |
| ----------- | --- | ---------------------------------------------------------------------------------------------- |
| Grootouders | Karel August van Nassau-Weilburg (1685-1753) x 1723 Augusta Frederika van Nassau-Idstein (1699-1750) | Willem IV van Oranje-Nassau (1711-1751) x 1734 Anna van Hannover (1709-1759)                   |
| Ouders      | Karel Christiaan van Nassau-Weilburg (1735-1788) x 1760 Carolina van Oranje-Nassau (1743-1787)       | Karel Christiaan van Nassau-Weilburg (1735-1788) x 1760 Carolina van Oranje-Nassau (1743-1787) |
|             | Carolina Louise Frederica van Nassau-Weilburg (1770-1828)                                            |                                                                                                |
| Gehuwd met  | x 1787 Karel Lodewijk Frederik Alexander van Wied-Runkel (1763-1824)                                 | x 1787 Karel Lodewijk Frederik Alexander van Wied-Runkel (1763-1824)                           |
| Kinderen    | Geen                                                                                                 | Geen                                                                                           |